# Cantone di Lillers
Il Cantone di Lillers è una divisione amministrativa dell'arrondissement di Béthune.
A seguito della riforma approvata con decreto del 24 febbraio 2014, che ha avuto attuazione dopo le elezioni dipartimentali del 2015, è passato da 9 a 22 comuni.

## Composizione
I 9 comuni facenti parte prima della riforma del 2014 erano:
- Busnes
- Calonne-sur-la-Lys
- Gonnehem
- Guarbecque
- Lillers
- Mont-Bernanchon
- Robecq
- Saint-Floris
- Saint-Venant

Dal 2015 i comuni appartenenti al cantone sono i seguenti 22:
- Allouagne
- Ames
- Amettes
- Auchy-au-Bois
- Bourecq
- Burbure
- Busnes
- Calonne-sur-la-Lys
- Ecquedecques
- Ferfay
- Gonnehem
- Ham-en-Artois
- Lespesses
- Lestrem
- Lières
- Lillers
- Mont-Bernanchon
- Norrent-Fontes
- Robecq
- Saint-Floris
- Saint-Venant
- Westrehem